# Élections législatives de 1902 dans l'Ariège
Les élections législatives de 1902 ont eu lieu les 27 avril et 11 mai 1902.

## Résultats à l'échelle du département
| Parti          | Parti                                   | Premier tour | Premier tour | Second tour | Second tour | Sièges |
| Parti          | Parti                                   | Voix         | %            | Voix        | %           | Sièges |
| -------------- | --------------------------------------- | ------------ | ------------ | ----------- | ----------- | ------ |
|                | Radicaux-socialistes                    | 20 592       | 37,28        | 8 874       | 48,81       | 1      |
|                | Radicaux                                | 13 735       | 24,86        |             |             | 1      |
|                | Parti nationaliste                      | 13 465       | 24,37        | Retrait     | Retrait     | 0      |
|                | Républicains progressistes ministériels | 7 450        | 13,49        | 9 306       | 51,19       | 1      |
|                |                                         |              |              |             |             |        |
| Inscrits       | Inscrits                                | 74 735       | 100,00       | 25 201      | 100,00      | 3      |
| Votants        | Votants                                 | 55 634       | 74,44        | 18 229      | 72,33       |        |
| Abstentions    | Abstentions                             | 19 101       | 25,56        | 6 972       | 27,67       |        |
| Blancs et nuls | Blancs et nuls                          | 392          | 0,52         | 49          | 0,19        |        |
| Exprimés       | Exprimés                                | 55 242       | 73,92        | 18 180      | 72,14       |        |

## Résultats par arrondissement

### Arrondissement de Foix
| Candidat       | Candidat           | Parti              | Premier tour | Premier tour |
| Candidat       | Candidat           | Parti              | Voix         | %            |
| -------------- | ------------------ | ------------------ | ------------ | ------------ |
|                | Théophile Delcassé | Radical            | 13 735       | 75,24        |
|                | Raoul Lafagette    | Radical-socialiste | 2 648        | 14,51        |
|                | De Morteaux        | PN                 | 1 871        | 10,25        |
|                |                    |                    |              |              |
| Inscrits       | Inscrits           | Inscrits           | 24 903       | 100,00       |
| Votants        | Votants            | Votants            | 18 410       | 73,93        |
| Abstention     | Abstention         | Abstention         | 6 493        | 26,07        |
| Blancs et nuls | Blancs et nuls     | Blancs et nuls     | 156          | 0,85         |
| Exprimés       | Exprimés           | Exprimés           | 18 254       | 99,15        |

### Arrondissement de Pamiers
| Candidat       | Candidat        | Parti              | Premier tour | Premier tour |
| Candidat       | Candidat        | Parti              | Voix         | %            |
| -------------- | --------------- | ------------------ | ------------ | ------------ |
|                | Albert Tournier | Radical-socialiste | 10 745       | 56,65        |
|                | Julien Dumas    | PN                 | 8 222        | 43,35        |
|                |                 |                    |              |              |
| Inscrits       | Inscrits        | Inscrits           | 24 527       | 100,00       |
| Votants        | Votants         | Votants            | 19 087       | 77,82        |
| Abstention     | Abstention      | Abstention         | 5 440        | 22,18        |
| Blancs et nuls | Blancs et nuls  | Blancs et nuls     | 120          | 0,63         |
| Exprimés       | Exprimés        | Exprimés           | 18 967       | 99,37        |

### Arrondissement de Saint-Girons
| Candidat       | Candidat            | Parti                                | Premier tour | Premier tour | Deuxième tour | Deuxième tour |
| Candidat       | Candidat            | Parti                                | Voix         | %            | Voix          | %             |
| -------------- | ------------------- | ------------------------------------ | ------------ | ------------ | ------------- | ------------- |
|                | Léon Galy-Gasparrou | Républicain progressiste ministériel | 7 450        | 41,34        | 9 306         | 51,19         |
|                | Henri Bernère       | Radical-socialiste                   | 7 199        | 39,95        | 8 874         | 48,81         |
|                | Bégouen             | PN                                   | 3 372        | 18,71        | Retrait       | Retrait       |
|                |                     |                                      |              |              |               |               |
| Inscrits       | Inscrits            | Inscrits                             | 25 305       | 100,00       | 25 201        | 100,00        |
| Votants        | Votants             | Votants                              | 18 137       | 71,67        | 18 229        | 72,33         |
| Abstention     | Abstention          | Abstention                           | 7 168        | 28,33        | 6 972         | 27,67         |
| Blancs et nuls | Blancs et nuls      | Blancs et nuls                       | 116          | 0,64         | 49            | 0,27          |
| Exprimés       | Exprimés            | Exprimés                             | 18 021       | 99,36        | 18 180        | 99,73         |